# Fehmarn
Fehmarn (in danese: Femern o Femer) è un'isola situata nel golfo di Meclemburgo sul mar Baltico, davanti al litorale orientale dello Schleswig-Holstein (Germania), e circa 18 km dall'isola danese di Lolland. Amministrativamente è una città del circondario dell'Holstein Orientale.

## Storia
Per la difesa dell'isola vi erano alcuni castelli, ormai ridotti in rovina, tra i quali Glambæk.
Il 1º gennaio 2003 i comuni di Bannesdorf, Landkirchen e Westfehmarn, insieme con la città di Burg, si unirono per formare l'attuale comune, che ha in Burg stessa la sede amministrativa.

## Geografia fisica
La sua superficie è di 185 km² e la linea costiera dell'isola è di 78 km. Le colline più alte sono la "Hinrichsberg" e la "Wulfener Berg".
Dal 1963 l'isola è stata collegata al continente grazie ad un ponte lungo 963,40 m. ed alto 69 m.
La più grande comunità su Fehmarn è Burg, con i suoi 6.000 abitanti, la restante parte degli abitanti vive nei villaggi minori. Sulle coste di quest'isola sostano gli uccelli migratori.

## Galleria d'immagini

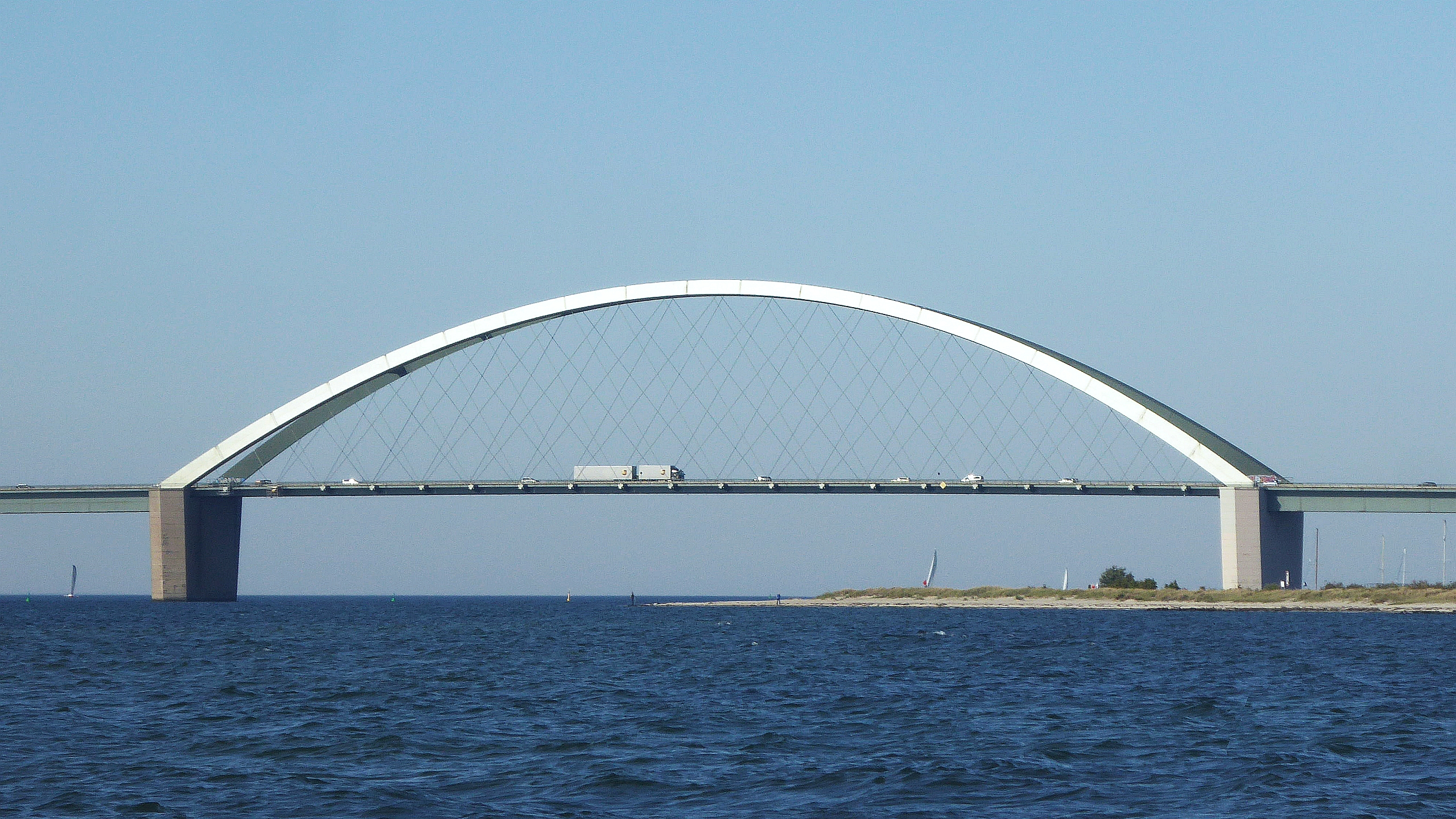
Ponte di Fehmarnsund (1963) da est (monumento skyddat)
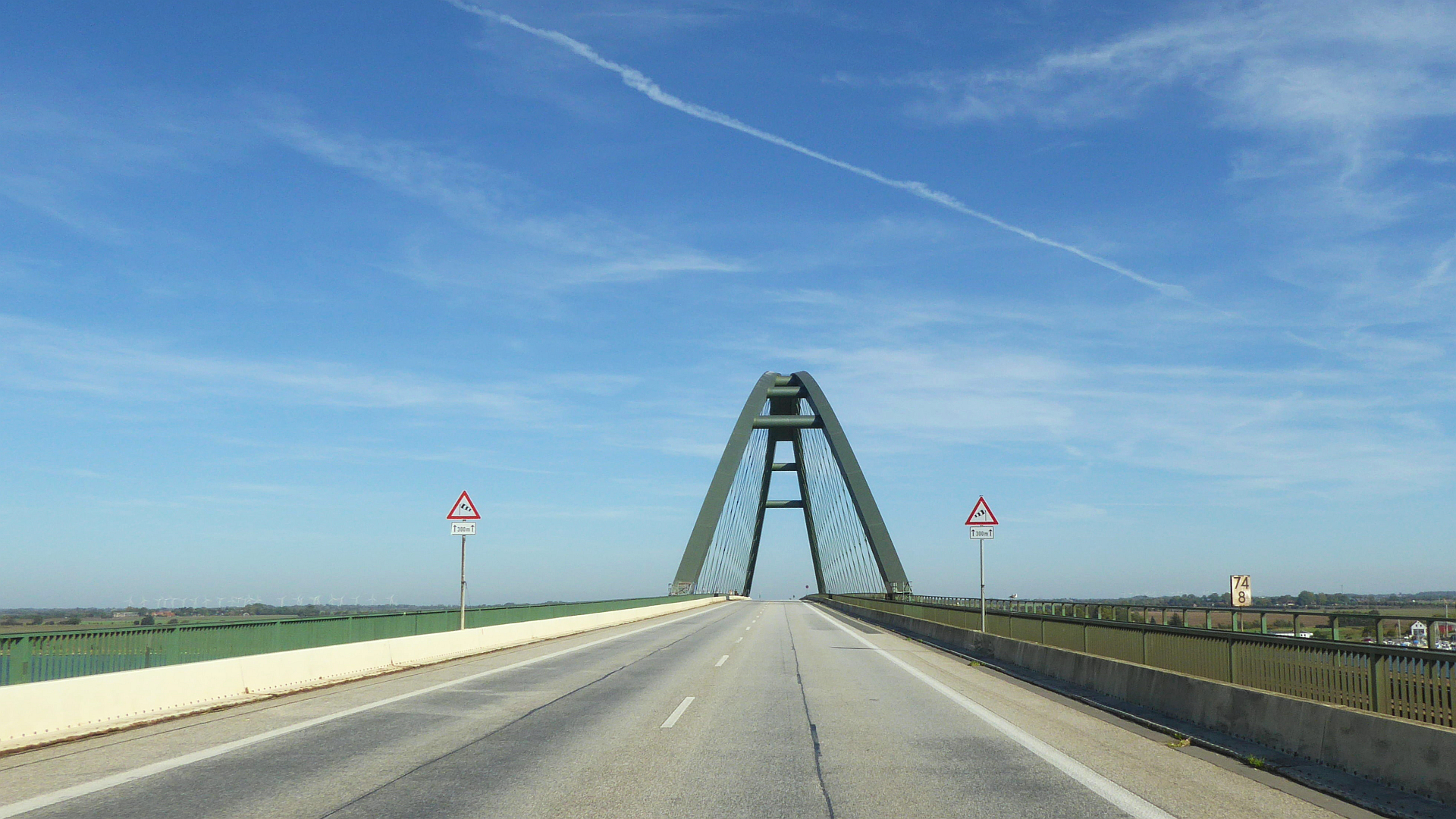
Ponte di Fehmarnsund da sud, fotografato sull'autostrada E47
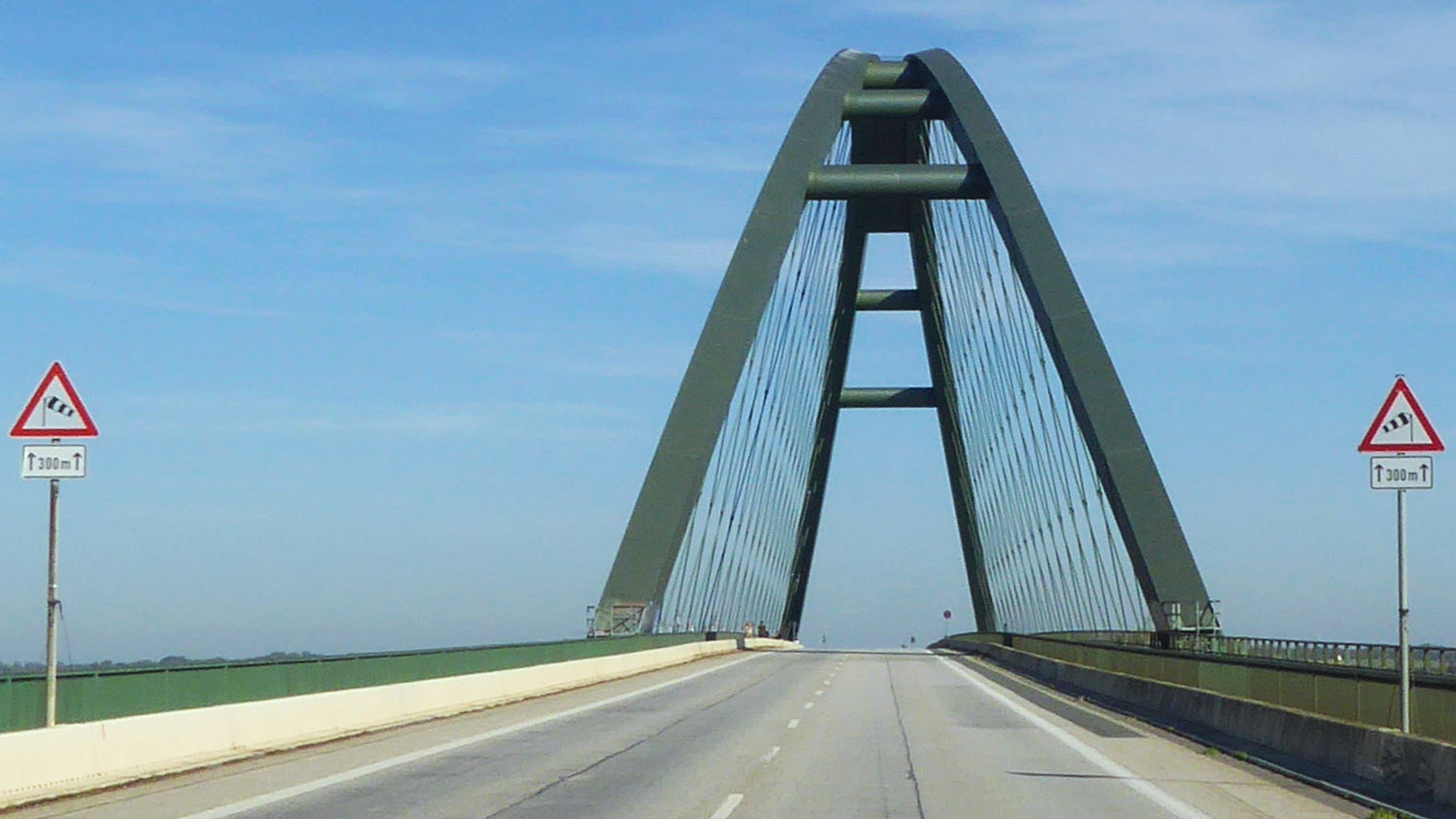
Ponte di Fehmarnsund visto da sud
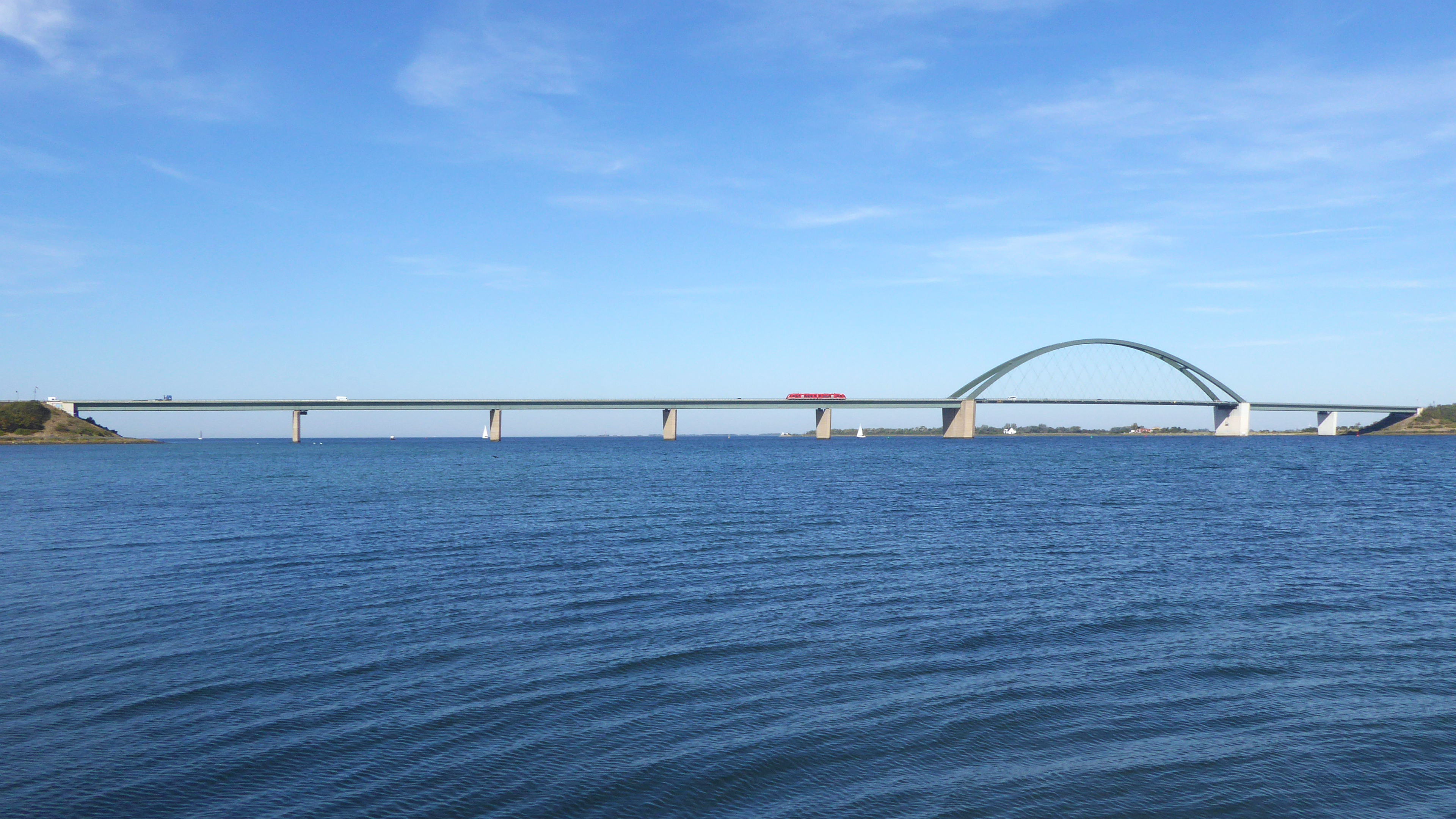
Panorama Ponte di Fehmarnsund da sud-est

## Amministrazione

### Gemellaggi
- Neringa - Lituania
- Orth an der Donau - Austria
- Rødby - Danimarca